# Интерстицијум
Интерстицијум јесте непрекидни простор испуњен течношћу који постоји између структурне баријере, као што је ћелијска мембрана или коже, и унутрашњих структура, као што су органи, укључујући мишиће и циркулаторни систем.  Течност у овом простору назива се интерстицијална течност.Састоји се од воде и растворених материја које се дренирају у лимфни систем.
Интерстицијални одељак се састоји од везивног и потпорног ткива унутар тела – који носи назива екстрацелуларни матрикс – а налази се изван крвних и лимфних судова и паренхима органа.

## Историја
Проучавање људске анатомије сеже хиљадама година уназад, до Римљана и Грка. Херофил, грчки анатом, сматра се првим који је применио скалпел на кожи да види како наша тела функционишу. То је било око 300 година пре нове ере. Али тек у новијим студијама, истраживачи су утврдили да је интерстицијум ( просторе испуњене течношћу у ткиву повезан по целом телу) и да га треба сматрати новим "органом" који може играти главну улогу у многим стварима које се дешавају у нашем телу.
Стручњаци су дуго мислили да делови тела (као што су кожа, вене и артерије , и облога око мишића) садрже зидове од колагена, главне компоненте везивног ткива. Уместо тога, како нова студија истиче, ти „зидови“ уопште нису зидови. Уместо зидова, то су простори испуњени течношћу који су једноставно подржани колагеном, који су названи интерстицијум.
Овај нови "орган" - још није званично признат као један од органа - који делује као нека врста амортизера за тело. Научници су пронашли интерстицијум у ткиву из плућа и аорте, дигестивног тракта и мокраћне бешике, на кожи и на многим другим местима - на свим местима која се шире и скупљају, где је "амортизер" важан за заштиту ткива.
Било да је признат као званични орган или не, истраживање указује на важност интерстицијума и потребу да се настави даље проучавање како ови простори функционишу.

## Структура
Нетечни делови интерстицијума су претежно колаген типови I, III и V, еластин и гликозаминогликани, као што су хијалуронан и протеогликани. Они су умрежени и формирају ретикулум налик саћу. Такве структурне компоненте постоје како у општем интерстицијуму тела,  тако и унутар појединачних органа, као што је интерстицијум миокарда срца,  бубрежни интерстицијум бубрега, и плућни интерстицијум плућа.
Интерстицијум у субмукози висцералних органа, дермиса, површинске фасције и периваскуларне адвентиције јесу простори испуњени течношћу подржани решетком колагеног снопа. Течни простори комуницирају међусобно преко дренирајућих лимфних чворова иако немају облоге од ћелија или структуре лимфних канала.

## Функције
Интерстицијална течност је:
- резервоар и транспортни систем за хранљивих материја и растворене супстанце које се дистрибуирају између органа, ћелија и капилара,

- ситем за сигналне молекуле који комуницирају између ћелија,
- систем за антигене и цитокине који учествују у регулацији имунитета.[2]

Састав и хемијска својства интерстицијске течности варирају међу органима и подлежу променама у хемијском саставу:
- током нормалног функционисања,

- током раста тела,

- стања запаљења и развоја болести,[2]

- код срчане инсуфицијенције[2]

- хроничне болест бубрега.[8]

Укупна запремина интерстицијалне течности  код здравих износи око 20% телесне тежине. Количина интерстицијске течности варира од око 50% тежине ткива у кожи до око 10% у скелетним мишићима.
Како је овај простор је динамичан он може променити запремину и састав током имунолошких одговора и у условима као што је рак (посебно унутар интерстицијума рака).

## Болести
Међусобно повезаних простора испуњених покретном течношћу - интерстицијумом - могу објаснити како се рак шири нашим телом. Студија кажу да из ове новооткривене мрежа   долази лимфна  течност која је потребна имуним ћелијама да добро функционисале. Према томе  код људи са плућним обољењима, срчаним обољењима, раком, болестима бубрега, имунолошким поремећајима и паридонталне болести, интерстицијална течност и лимфни систем су места где се могу појавити или развити механизми болести.